# Jools Holland’s Rhythm and Blues Orchestra
A Jools Holland's Rhythm and Blues Orchestra (vagy Jools Holland and his Rhythm and Blues Orchestra) egy rhythm and blues együttes, amely Jools Holland boogie-woogie zongorista vezetésével működik 1994 óta.

## Története
Jools Holland 1994-ben alakította meg az együttest. A 20 tagú együttes zongora, elektromos orgona, dob, női vokál, elektromos gitár, basszusgitár, altszaxofonok, tenor szaxofonok, bariton szaxofonok, trombiták és trombonok összeállítású.

## Tagjai
- Jools Holland – zongora, gitár, vokál
- Ruby Turner – vokál
- Louise Marshall – vokál
- Gilson Lavis – dobok, ütősök
- Mark Flanagan – gitár, háttér vokál
- Dave Swift – basszus
- Christopher Holland – orgona, zongora, háttér vokál
- Phil Veacock – szaxofon, háttér vokál
- Lisa Grahame – szaxofon, háttér vokál
- Michael Rose – szaxofon, háttér vokál
- Derek Nash – szaxofon, háttér vokál
- Nick Lunt – bariton szaxofon, háttér vokál
- Roger Goslyn – trombon, háttér vokál
- Fayyaz Virji – trombon, háttér vokál
- Winston Rollins – trombon, háttér vokál
- Jason McDermid – trombita, háttér vokál
- Jon Scott – trombita, háttér vokál
- Chris Storr – trombita, háttér vokál
- Rosie Mae – háttér vokál

## Fordítás
- Ez a szócikk részben vagy egészben  a   Jools Holland's Rhythm and Blues Orchestra című angol Wikipédia-szócikk fordításán alapul.  Az eredeti cikk szerkesztőit annak laptörténete sorolja fel. Ez a jelzés csupán a megfogalmazás eredetét és a szerzői jogokat jelzi, nem szolgál a cikkben szereplő információk forrásmegjelöléseként.